# Дъг Сампсън
Дъг Сампсън (на английски: Doug Sampson, р. 30 юни 1957 г. в Хакни, Източен Лондон) е третият барабанист на британската хевиметъл група Айрън Мейдън. Преди да се присъедини към тях, той е член на предишната група на Стийв Харис Smiler 1974-75. Сампсън е член на Айрън Мейдън в периода 1977 – 79. Той е един от четиримата подписали договор с EMI. Скоро след това обаче се разболява поради честите концерти на групата. Той е заменен от Клиф Бър, след чието включване състава записва дебютния си албум. Сампсън участва единствено в демо записа „The Soundhouse Tapes“, както и в песента „Burning Ambition“ от първия сингъл.
Дъг Сампсън няма връзка с Пол Самсън, в чиято група Samson взимат участие няколко от членовете на Айрън Мейдън – Брус Дикинсън, Клиф Бър и Thunderstick.
|  | Тази страница частично или изцяло представлява превод на страницата Doug Sampson в Уикипедия на английски. Оригиналният текст, както и този превод, са защитени от Лиценза „Криейтив Комънс – Признание – Споделяне на споделеното“, а за съдържание, създадено преди юни 2009 година – от Лиценза за свободна документация на ГНУ. Прегледайте историята на редакциите на оригиналната страница, както и на преводната страница, за да видите списъка на съавторите. ВАЖНО: Този шаблон се отнася единствено до авторските права върху съдържанието на статията. Добавянето му не отменя изискването да се посочват конкретни източници на твърденията, които да бъдат благонадеждни. |